# 佐々木翔 (バドミントン選手)
佐々木 翔（ささき しょう、1982年6月30日 - ）は、日本のバドミントン元選手、現指導者。北海道上磯郡上磯町（現北斗市）出身。上磯中学校→関東第一高等学校→富士短期大学（東京富士大学短期大学部）卒業。その後フジチュー→MMGアローズ→北都銀行→トナミ運輸と移籍した。身長171cm、体重64kg。血液型O型。左利き。

## 概要
幼い頃からバドミントンを始め、ジュニア時代から各年代で優秀な成績を残した。中学時代では地元北海道の大学で当時トップだった函館大学の練習に参加していた。関東第一高校時代には佐藤翔治とのコンビで各主要タイトルを総ナメにし黄金時代を築く。高校卒業後、共に東京富士短期大学→MMGアローズと進み活躍するが、MMGアローズ退社後に佐藤翔治はNTT東日本へ、佐々木は北都銀行に移籍した。2006年の全日本総合選手権男子シングルスに第2シードとして出場するが、当時高校2年生の田児賢一に1回戦で敗れたことにより、ナショナルチームのメンバーに選出されなかった。その後は実業団から派遣される国際大会などに出場して世界ランキングポイントを稼ぎ、2007年にはナショナルチームのメンバーに復帰したが惜しくも北京五輪出場を逃した。2009年から実業団チームの強豪トナミ運輸に移籍し、2011年に入ってからの国際大会で目覚ましい活躍を見せ、2011年11月3日発表の世界ランキングでは歴代の日本の男子シングルスの選手としては過去最高（当時）の6位となった。
2012年、佐々木はロンドンオリンピックの男子シングルスに出場し同種目では日本選手初のベスト8進出を決めた。準々決勝では中国の林丹と善戦したものの、12－21、21－16、16－21で敗退した。
2016年、リオデジャネイロオリンピックの出場は当初絶望的だったが桃田賢斗が自身の賭博問題で世界ランキングから除外されたことを受け、繰り上げで佐々木の出場が決定した。1次リーグ予選の初戦では、ペトル・コウカル（チェコ）に2-1で勝利したが、次戦のラジフ・オーセフ（イギリス）に0-2で敗れ、決勝トーナメント進出はならなかった。そして2016年9月の全日本社会人選手権・男子ダブルス出場を最後に、現役を引退した。尚引退後の現在は、北都銀行に所属しコーチを担当中。

## 主な成績

### 国内大会
| 年   | 大会                     | 種目 | 成績   | Name                |
| ---- | ------------------------ | ---- | ------ | ------------------- |
| 1997 | 全国中学校大会           | MS   | 準優勝 | 佐々木翔            |
| 1999 | 全国高等学校選抜大会     | MS   | 3位    | 佐々木翔            |
| 1999 | 全国高等学校総合体育大会 | MS   | 準優勝 | 佐々木翔            |
| 1999 | 全国高等学校総合体育大会 | MD   | 準優勝 | 佐々木翔 / 佐藤翔治 |
| 2000 | 全国高等学校総合体育大会 | MS   | 準優勝 | 佐々木翔            |
| 2000 | 全国高等学校総合体育大会 | MD   | 優勝   | 佐々木翔 / 佐藤翔治 |
| 2000 | 全日本ジュニア選手権大会 | MS   | 優勝   | 佐々木翔            |
| 2001 | 全日本学生選手権大会     | MS   | 準優勝 | 佐々木翔            |
| 2001 | 全日本学生選手権大会     | MD   | 準優勝 | 佐々木翔 / 佐藤翔治 |
| 2003 | 全日本総合選手権         | MS   | 準優勝 | 佐々木翔            |
| 2004 | 全日本社会人選手権       | MD   | 3位    | 佐々木翔 / 佐藤翔治 |
| 2004 | 全日本総合選手権         | MS   | 準優勝 | 佐々木翔            |
| 2005 | 日本ランキングサーキット | MS   | 優勝   | 佐々木翔            |
| 2005 | 全日本総合選手権         | MS   | 準優勝 | 佐々木翔            |
| 2006 | 日本ランキングサーキット | MS   | 優勝   | 佐々木翔            |
| 2007 | 日本ランキングサーキット | MS   | 優勝   | 佐々木翔            |
| 2007 | 国民体育大会             | Team | 優勝   | 秋田県              |
| 2007 | 全日本総合選手権         | MS   | 優勝   | 佐々木翔            |
| 2008 | 日本ランキングサーキット | MS   | 優勝   | 佐々木翔            |
| 2008 | 全日本社会人選手権       | MS   | 優勝   | 佐々木翔            |
| 2008 | 全日本総合選手権         | MS   | 3位    | 佐々木翔            |
| 2009 | 日本ランキングサーキット | MS   | 優勝   | 佐々木翔            |
| 2009 | 全日本社会人選手権       | MS   | 3位    | 佐々木翔            |
| 2009 | 全日本総合選手権         | MS   | 準優勝 | 佐々木翔            |
| 2010 | 日本ランキングサーキット | MS   | 3位    | 佐々木翔            |
| 2010 | 全日本社会人選手権       | MS   | 優勝   | 佐々木翔            |
| 2010 | 全日本総合選手権         | MS   | 準優勝 | 佐々木翔            |
| 2011 | 全日本総合選手権         | MS   | 準優勝 | 佐々木翔            |
| 2012 | 全日本社会人選手権       | MS   | 3位    | 佐々木翔            |
| 2012 | 全日本総合選手権         | MS   | 準優勝 | 佐々木翔            |
| 2013 | 全日本総合選手権         | MS   | 3位    | 佐々木翔            |
| 2014 | 全日本総合選手権         | MS   | 優勝   | 佐々木翔            |
| 2015 | 全日本総合選手権         | MS   | 準優勝 | 佐々木翔            |

### 国際大会
| 年   | 大会                         | 種目 | 成績    | Name     |
| ---- | ---------------------------- | ---- | ------- | -------- |
| 2001 | イラン国際                   | MD   | 優勝    |          |
| 2001 | キューバ国際                 | MS   | 準優勝  | 佐々木翔 |
| 2002 | キューバ国際                 | MS   | 3位     | 佐々木翔 |
| 2002 | キューバ国際                 | MD   | 3位     |          |
| 2002 | ナイジェリア国際             | MS   | 優勝    | 佐々木翔 |
| 2002 | ナイジェリア国際             | MD   | 3位     |          |
| 2003 | フランス国際                 | MS   | 3位     | 佐々木翔 |
| 2003 | クロアチア国際               | MS   | 準優勝  | 佐々木翔 |
| 2003 | キューバ国際                 | MS   | 優勝    | 佐々木翔 |
| 2003 | ニューカレドニア国際         | MS   | 優勝    | 佐々木翔 |
| 2003 | 南アフリカ国際               | MS   | 3位     | 佐々木翔 |
| 2003 | カレバコ国際                 | MD   | 3位     |          |
| 2003 | オーストラリア国際           | MS   | 準優勝  | 佐々木翔 |
| 2003 | オーストラリア国際           | MD   | 3位     |          |
| 2003 | ウェリントン国際             | MS   | 準優勝  | 佐々木翔 |
| 2003 | アテネ国際                   | MS   | 準優勝  | 佐々木翔 |
| 2003 | ナイジェリア国際             | MS   | 優勝    | 佐々木翔 |
| 2003 | スロバキア国際               | MS   | 優勝    | 佐々木翔 |
| 2003 | 南パンナムクラシック         | MS   | 3位     | 佐々木翔 |
| 2003 | スコットランド国際           | MS   | 準優勝  | 佐々木翔 |
| 2003 | グアテマラ国際               | MS   | 3位     | 佐々木翔 |
| 2004 | スウェーデン国際             | MS   | 3位     | 佐々木翔 |
| 2004 | ペルー国際                   | MS   | 優勝    | 佐々木翔 |
| 2004 | ドイツオープン               | MD   | 3位     |          |
| 2005 | オランダオープン             | MS   | 3位     | 佐々木翔 |
| 2006 | ポーランド国際               | MS   | 3位     | 佐々木翔 |
| 2007 | バーレーンサテライト         | MS   | 優勝    | 佐々木翔 |
| 2007 | バヌインベスト国際           | MS   | 優勝    | 佐々木翔 |
| 2007 | イスラエル国際               | MS   | 優勝    | 佐々木翔 |
| 2007 | モーリシャス国際             | MS   | 優勝    | 佐々木翔 |
| 2007 | ビクトリア国際               | MS   | 優勝    | 佐々木翔 |
| 2007 | イタリア国際                 | MS   | 優勝    | 佐々木翔 |
| 2008 | ドイツオープン               | MS   | 準優勝  | 佐々木翔 |
| 2008 | インド・オープン             | MS   | 3位     | 佐々木翔 |
| 2009 | アジア選手権                 | MS   | 3位     | 佐々木翔 |
| 2010 | 大阪国際                     | MS   | 優勝    | 佐々木翔 |
| 2010 | オランダオープン             | MS   | 優勝    | 佐々木翔 |
| 2011 | オーストラリア・オープン     | MS   | 優勝    | 佐々木翔 |
| 2011 | マレーシアオープンGPG        | MS   | 3位     | 佐々木翔 |
| 2011 | インドネシア・オープン       | MS   | 3位     | 佐々木翔 |
| 2011 | USオープン                   | MS   | 優勝    | 佐々木翔 |
| 2011 | 世界選手権                   | MS   | ベスト8 | 佐々木翔 |
| 2011 | ベトナムオープン             | MS   | 準優勝  | 佐々木翔 |
| 2011 | デンマーク・オープン         | MS   | 3位     | 佐々木翔 |
| 2011 | スーパーシリーズファイナルズ | MS   | GL敗退  | 佐々木翔 |
| 2012 | 韓国オープン                 | MS   | 3位     | 佐々木翔 |
| 2012 | オーストラリア・オープン     | MS   | 3位     | 佐々木翔 |
| 2012 | ロンドンオリンピック         | MS   | ベスト8 | 佐々木翔 |
| 2013 | 中国マスターズ               | MS   | 3位     | 佐々木翔 |
| 2014 | トマス杯                     | Team | 優勝    | 日本     |
| 2014 | アジア選手権                 | MS   | 準優勝  | 佐々木翔 |
| 2015 | 全英オープン                 | MS   | 3位     | 佐々木翔 |